# Dressed to Kill Tour
Dressed to Kill Tour es la octava gira musical de la artista estadounidense Cher para promover su vigésimo sexto álbum de estudio Closer to the Truth. La gira estuvo programada para comenzar en Phoenix, Arizona, el 22 de marzo de 2014. La gira luego continuó a través de Norteamérica durante 3 meses antes de llegar a su fin en julio de 2014,
Pat Benatar y Neil Giraldo aparecerán como "invitados especiales" durante las primeras 13 fechas desde el 22 de marzo de 2014 hasta el 12 de abril de 2014; Cyndi Lauper en los demás 36 shows desde el 23 de abril de 2014 hasta el 11 de julio de 2014. Lauper fue telonera para el Cher's 1999–2000 Do You Believe? Tour y 2002–2005 Living Proof: The Farewell Tour.

## Antecedentes y Desarrollo
El 23 de septiembre de 2013, Cher hizo una aparición en The Today Show transmitido por la NBC donde interpretó "Woman's World", "I Hope You Find It" y "Believe". Durante su actuación, Cher anunció que se embarcaría en una nueva gira, para promover su nuevo álbum Closer to the Truth. Cuando hablo acerca del tour, Cher declarò:

"Estar de gira es horrible pero los conciertos son geniales. Entiendo porqué a las bandas les aburren los cuartos de hotel - pueden ser lugares muy solitarios - sólo obtienes diversión durante el concierto."

Después de la aparición, fue anunciado a través de la página oficial de Cher que los miembros de American Express tendrían la primera oportunidad para comprar los ticketes durante la preventa del tour desde el 30 de septiembre de 2013 hasta el 3 de octubre de 2013. Los ticketes comprados en línea, se les adicionará una copia física del nuevo álbum Closer to the Truth.

## Sinopsis

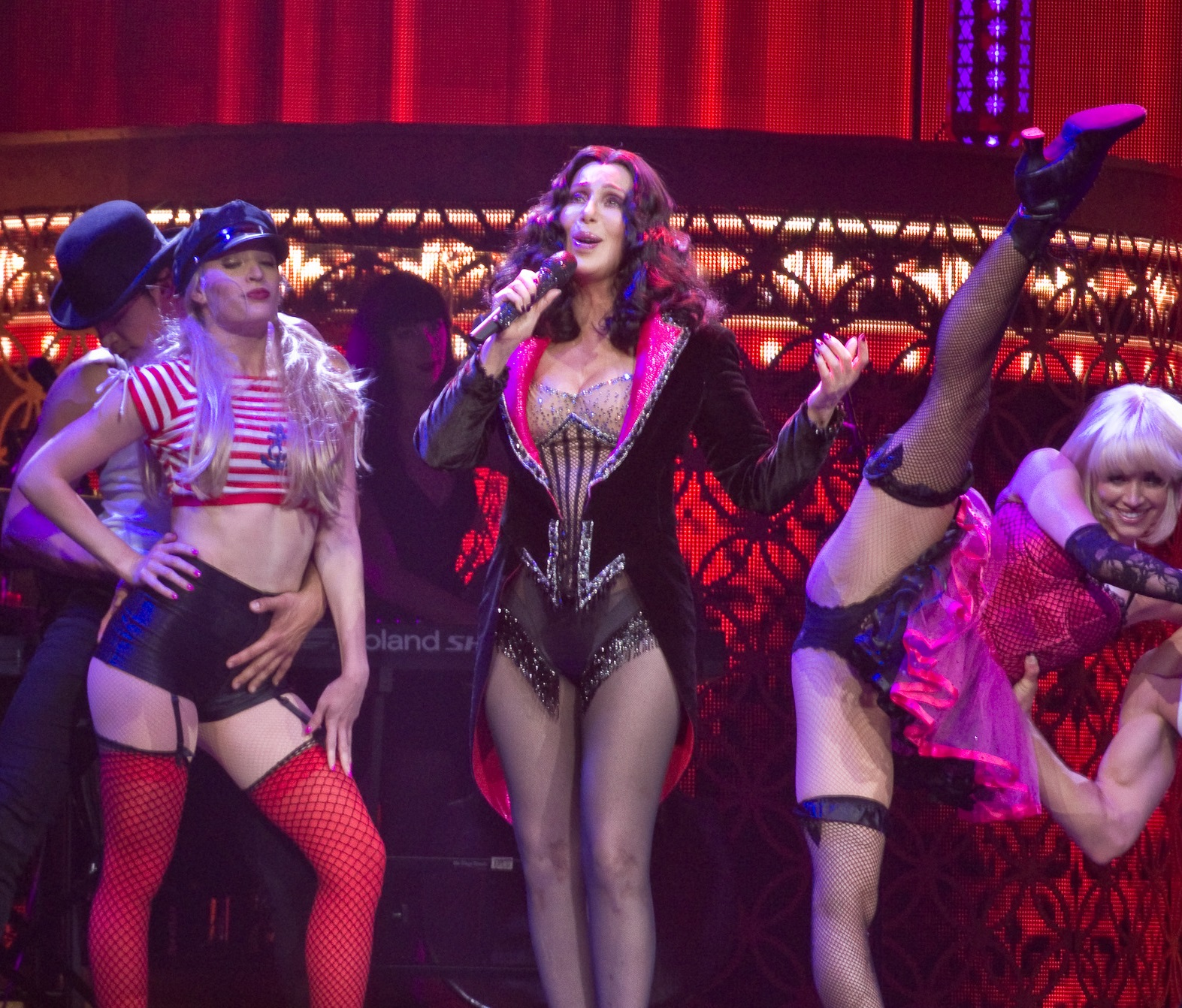
Cher actuando en Ottawa el 26 de abril de 2014.

El show comienza con Cher arriba de un pedestal con un reluciente traje y un tocado de plumas cantando "Woman's World" de su nuevo álbum Closer to the Truth rodeada de bailarines y las coristas. Una actuación al estilo gladiador de "Strong Enough" seguido de un monólogo en el que la cantante conversa con la audiencia. Para interpretar "Dressed to Kill," ella posa sobre un candelabro que se eleva unos centímetros, para luego descender y bailar sobre el escenario, y "The Beat Goes On" viene luego, seguido de un conmovedor dueto de "I Got You Babe" con un fotomontaje de su difunto esposo Sonny Bono que aparece en una gran pantalla detrás de ella. Los bailarines se pasean a través del escenario mientras canta "Gypsys, Tramps & Thieves" y "Dark Lady" antes de usar un vestido nativo americano para cantar "Half-Breed." Después de un breve interludio mostrando clips de películas de Cher, la cantante da un tributo a su aparición en el film de 2010 Burlesque con "Welcome to Burlesque" y "You Haven't Seen the Last of Me."

## Lista de canciones
1. «Woman's World»
2. «Strong Enough»
3. «Dressed To Kill»
4. «The Beat Goes On»
5. «I Got You Babe»
6. «Gypsies, Tramps & Thieves»
7. «Dark Lady»
8. «Half Breed»
9. «Welcome To Burlesque»
10. «You Haven't Seen the Last of Me»
11. «Take It Like a Man»
12. «Walking In Memphis»
13. «Just Like Jesse James»
14. «Heart of Stone»
15. «The Shoop Shoop Song (It's In His Kiss)»
16. «Bang Bang»
17. «I Found Someone»
18. «If I Could Turn Back Time»
19. «Believe»
20. «I Hope You Find It»

## Fechas de la gira
| Fecha               | Ciudad           | País           | Recinto                              | Asistencia               | Ganancias   |
| ------------------- | ---------------- | -------------- | ------------------------------------ | ------------------------ | ----------- |
| Norteamérica        |                  |                |                                      |                          |             |
| 22 de marzo de 2014 | Phoenix          | Estados Unidos | US Airways Center                    | 13,297 / 13,297 (100%)   | $1,054,324  |
| 24 de marzo de 2014 | Houston          | Estados Unidos | Toyota Center                        | 11,641 / 11,641 (100%)   | $1,271,089  |
| 26 de marzo de 2014 | Dallas           | Estados Unidos | American Airlines Center             | 12,682 / 12,682 (100%)   | $1,326,801  |
| 28 de marzo de 2014 | Little Rock      | Estados Unidos | Verizon Arena                        | 12,119 / 12,119 (100%)   | $762,902    |
| 29 de marzo de 2014 | Tulsa            | Estados Unidos | BOK Center                           | 11,900 / 11,900 (100%)   | $862,905    |
| 31 de marzo de 2014 | Nashville        | Estados Unidos | Bridgestone Arena                    | 12,083 / 12,977 (93%)    | $1,220,667  |
| 2 de abril de 2014  | Pittsburgh       | Estados Unidos | Consol Energy Center                 | 13,386 / 13,386 (100%)   | $1,227,856  |
| 4 de abril de 2014  | Washington D. C. | Estados Unidos | Verizon Center                       | 12,922 / 12,922 (100%)   | $1,474,099  |
| 5 de abril de 2014  | Uncasville       | Estados Unidos | Mohegan Sun Arena                    | 7,022 / 7,022 (100%)     | $1,043,005  |
| 7 de abril de 2013  | Toronto          | Canadá         | Air Canada Centre                    | 14,825 / 14,825 (100%)   | $1,708,070  |
| 9 de abril de 2014  | Boston           | Estados Unidos | TD Garden                            | 12,792 / 12,792 (100%)   | $1,341,828  |
| 11 de abril de 2014 | Indianápolis     | Estados Unidos | Bankers Life Fieldhouse              | 12,629 / 12,629 (100%)   | $931,481    |
| 12 de abril de 2014 | Detroit          | Estados Unidos | Joe Louis Arena                      | 14,294 / 14,294 (100%)   | $1,015,326  |
| 23 de abril de 2014 | Búfalo           | Estados Unidos | First Niagara Center                 | 13,459 / 13,459 (100%)   | $1,028,751  |
| 25 de abril de 2014 | Montreal         | Canadá         | Bell Centre                          | 10,814 / 10,814 (100%)   | $926,775    |
| 26 de abril de 2014 | Ottawa           | Canadá         | Canadian Tire Centre                 | 12,059 / 12,059 (100%)   | $946,354    |
| 28 de abril de 2014 | Filadelfia       | Estados Unidos | Wells Fargo Center                   | 13,249 / 13,249 (100%)   | $1,570,731  |
| 30 de abril de 2014 | Columbus         | Estados Unidos | Nationwide Arena                     | 13,358 / 13,358 (100%)   | $1,097,955  |
| 2 de mayo de 2014   | Cleveland        | Estados Unidos | Quicken Loans Arena                  | 14,527 / 14,527 (100%)   | $1,029,947  |
| 5 de mayo de 2014   | Charlotte        | Estados Unidos | Time Warner Cable Arena              | 11,477 / 11,477 (100%)   | $776,786    |
| 7 de mayo de 2014   | Raleigh          | Estados Unidos | PNC Arena                            | 11,870 / 11,870 (100%)   | $772,703    |
| 9 de mayo de 2014   | Brooklyn         | Estados Unidos | Barclays Center                      | 14,309 / 14,309 (100%)   | $1,421,594  |
| 10 de mayo de 2014  | East Rutherford  | Estados Unidos | Izod Center                          | 14,893 / 14,893 (100%)   | $1,553,260  |
| 12 de mayo de 2014  | Atlanta          | Estados Unidos | Philips Arena                        | 11,337 / 11,337 (100%)   | $1,088,627  |
| 14 de mayo de 2014  | Jacksonville     | Estados Unidos | Jacksonville Veterans Memorial Arena | 10,794 / 10,794 (100%)   | $868,169    |
| 16 de mayo de 2014  | Orlando          | Estados Unidos | Amway Center                         | 12,915 / 12,915 (100%)   | $1,069,734  |
| 17 de mayo de 2014  | Sunrise          | Estados Unidos | BB&T Center                          | 12,178 / 12,178 (100%)   | $1,348,709  |
| 25 de mayo de 2014  | Las Vegas        | Estados Unidos | MGM Grand Garden Arena               | 13,027 / 13,027 (100%)   | $1,747,641  |
| 28 de mayo de 2014  | Denver           | Estados Unidos | Pepsi Center                         | 11,176 / 11,176 (100%)   | $986,794    |
| 30 de mayo de 2014  | Lincoln          | Estados Unidos | Pinnacle Bank Arena                  | 13,165 / 13,165 (100%)   | $1,189,462  |
| 31 de mayo de 2014  | Kansas City      | Estados Unidos | Sprint Center                        | 12,904 / 12,904 (100%)   | $1,076,528  |
| 2 de junio de 2014  | Louisville       | Estados Unidos | KFC Yum! Center                      | 13,838 / 13,838 (100%)   | $1,171,984  |
| 4 de junio de 2014  | San Luis         | Estados Unidos | Scottrade Center                     | 13,463 / 13,463 (100%)   | $1,009,214  |
| 6 de junio de 2014  | Milwaukee        | Estados Unidos | BMO Harris Bradley Center            | 12,689 / 12,689 (100%)   | $880,575    |
| 7 de junio de 2014  | Rosemont         | Estados Unidos | Allstate Arena                       | 13,375 / 13,375 (100%)   | $1,453,390  |
| 9 de junio de 2014  | Des Moines       | Estados Unidos | Wells Fargo Arena                    | 12,801 / 12,801 (100%)   | $1,016,530  |
| 11 de junio de 2014 | Mineápolis       | Estados Unidos | Target Center                        | 12,196 / 12,196 (100%)   | $1,049,258  |
| 20 de junio de 2014 | Winnipeg         | Canadá         | MTS Centre                           | 11,919 / 11,919 (100%)   | $1,037,570  |
| 21 de junio de 2014 | Saskatoon        | Canadá         | Credit Union Centre                  | 12,874 / 12,874 (100%)   | $931,947    |
| 23 de junio de 2014 | Edmonton         | Canadá         | Rexall Place                         | 13,512 / 13,512 (100%)   | $1,049,770  |
| 25 de junio de 2014 | Calgary          | Canadá         | Scotiabank Saddledome                | 12,795 / 12,795 (100%)   | $1,141,010  |
| 27 de junio de 2014 | Vancouver        | Canadá         | Rogers Arena                         | 13,575 / 13,575 (100%)   | $1,355,470  |
| 28 de junio de 2014 | Seattle          | Estados Unidos | KeyArena                             | 11,644 / 11,644 (100%)   | $1,160,019  |
| 30 de junio de 2014 | Portland         | Estados Unidos | Moda Center                          | 11,962 / 11,962 (100%)   | $767,846    |
| 2 de julio de 2014  | San José         | Estados Unidos | SAP Center at San Jose               | 12,662 / 12,662 (100%)   | $1,298,251  |
| 5 de julio de 2014  | Ontario          | Estados Unidos | Citizens Business Bank Arena         | 8,676 / 8,676 (100%)     | $855,212    |
| 7 de julio de 2014  | Los Ángeles      | Estados Unidos | Staples Center                       | 12,418 / 12,418 (100%)   | $1,362,733  |
| 9 de julio de 2014  | Anaheim          | Estados Unidos | Honda Center                         | 9,790 / 9,790 (100%)     | $1,021,385  |
| 11 de julio de 2014 | San Diego        | Estados Unidos | Valley View Casino Center            | 10,227 / 10,227 (100%)   | $809,019    |
| Total               | Total            | Total          | Total                                | 610,413 / 610,413 (100%) | $55,112,056 |